# XXXDial
XXXDial - це spyware/додаток дозвонювача, що грудні 2004 року створив численні проблеми для інтернет користувачів у Великій Британії. Він змінював PPP налаштування жертви на автоматичне з'єднання з платними номерами замість звичайного номера з'єднання користувача.
Дозвонювач жодним чином не попереджав користувача про використання номера, який відрізнявся від звичайного ISP номера збільшеним у 200 разів тарифом.
Дозвонювач був знайденим «в дикій природі»[прояснити] на вебсайтах пов'язаних з «дорослим» вмістом.
Цей дозвонювач зачіпав лише комп'ютери, що працювали в Microsoft Windows.

## Виноски
1. 1 2 3  Spyware Guide [Архівовано 22 липня 2013 у Wayback Machine.]. Retrieved 2008-12-10
2. ↑  Sophos Analysis. Retrieved 2008-12-10